# Mülligen
Mülligen es una comuna suiza del cantón de Argovia. Tiene una población estimada, a fines de 2020, de 1076 habitantes.
Limita al norte y este con la comuna de Birmenstorf, al sur con Birrhard, al oeste con Lupfig y Hausen, y al noroeste con Windisch.